# Ludwig Hartmann (Maler)

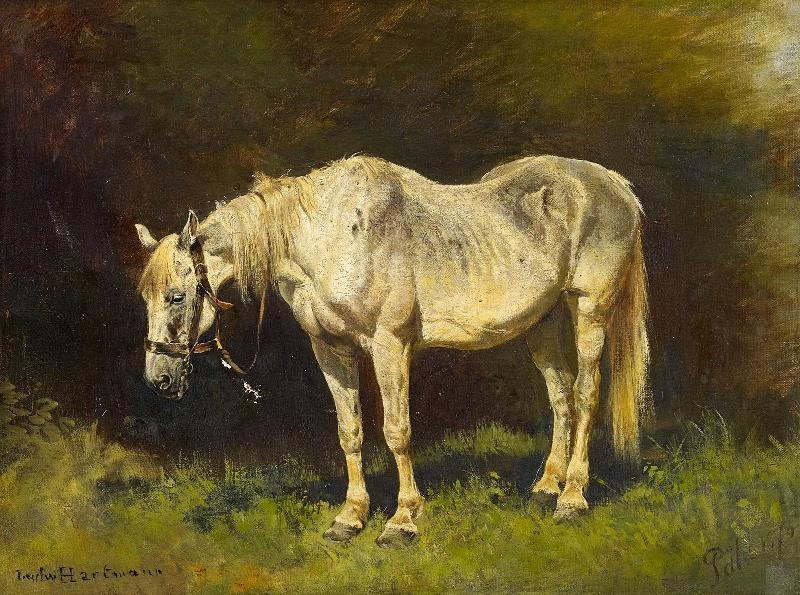
Schimmel auf der Weide

Ludwig Hartmann (* 15. Oktober 1835 in München; † 20. Oktober 1902 ebenda) war ein deutscher Pferdemaler.
Hartmann begann seine Ausbildung im Beruf eines Lithografen, studierte seit dem 22. Oktober 1851 an der Königlichen Akademie der Künste in München bei Joseph Schlotthauer.
Er setzte seine Malerlehre von 1853/54 bei Johann Wagner-Deines fort, der ihm den Stil der niederländischen Malerei des 17. Jahrhunderts beibrachte.
Hartmann war mit Eduard Schleich dem Älteren befreundet, der seine Landschaftsmalerei beeinflusste. Fast alle Werke Hartmanns stellen Pferde in verschiedenen Umständen dar. Hartmann wurde 1891 zum Professor an der Münchener Akademie ernannt.
Guido Hartmann (1876–1946) war sein Neffe und Verfasser seiner Biografie.